# Guillaume-Henri Dufour

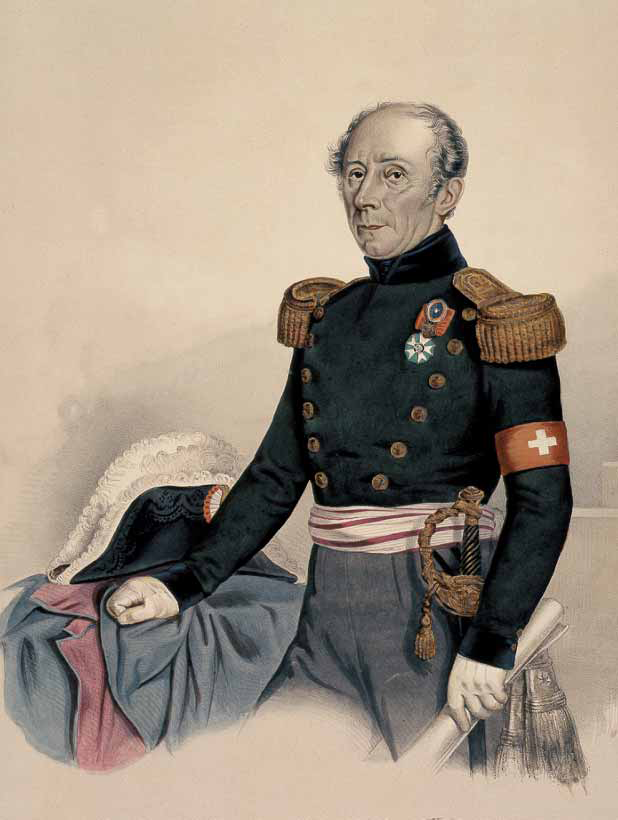
Guillaume Henri Dufour

Guillaume Henri Dufour (Constanza, 15 de septiembre de 1787 - Ginebra, 14 de julio de 1875) fue un humanista, cartógrafo, ingeniero, político y general suizo.
Durante la época previa a la de Napoleón III (exalumno suyo) ocupó el cargo de General para dirigir las fuerzas de Suiza a la victoria contra el Sonderbund. Presidió la Primera Convención de Ginebra, en la que se fundó la Cruz Roja Internacional. Fue fundador y presidente de la Oficina Federal de Topografía de 1838 a 1865.
El Pico Dufour o Dufourspitze (la montaña más alta de Suiza) en el macizo de Monte Rosa lleva ese nombre en honor a él.

## Carrera
Su padre fue Bénédict Dufour, relojero y agricultor de la comarca ginebrina, que envió a su hijo a Ginebra para que estudiase dibujo y medicina. En 1807, Dufour se marchó a París para asistir a la Escuela Politécnica y a continuación a una academia militar. Estudió la geometría descriptiva de Jean Pierre Nicolas Hachette, y graduado en 1809, se fue a estudiar ingeniería militar en la Escuela de Aplicación. En 1810, fue enviado para ayudar a defender Corfú contra los británicos, y allí estuvo asignado a las antiguas fortificaciones de la isla.
En 1814, volvió a Francia y fue condecorado con la Cruz de la Legión de Honor por su trabajo en la reparación de fortificaciones en Lyon. En 1817, regresó a Ginebra para ocupar el puesto de comandante de los ingenieros militares de Ginebra, así como de profesor de matemáticas en la Universidad de Ginebra. Entre sus funciones estaba la preparación de un mapa del cantón.
Dufour ascendió a general del ejército. Entre los agentes en servicio bajo su mando estuvo Luis Napoleón Bonaparte, sobrino del exemperador.
En 1847, siete de los cantones católicos de Suiza, en el contexto de las tensiones político-religiosas entre católicos y protestantes propias de aquella época, formaron una alianza política interna de defensa conocida como Sonderbund, que se consideró peligrosa para la integridad del país. Dufour dirigió el ejército federal, compuesto por 100.000 hombres, y derrotó en la conocida como guerra del Sonderbund a las tropas al mando de Johann Ulrich von Salis-Soglio en una campaña que duró del 3 al 29 de noviembre, cuyo costo humano fue menos de un centenar de víctimas y que consolidó el Estado nacional suizo y la organización federal del país en cantones. 
En 1863, se une a Henry Dunant, a Gustave Moynier, que junto con Théodore Maunoir y Louis Appia, dos cirujanos convocados por su experiencia médica, formaron el Comité Permanente de la Sociedad Ginebrina de Utilidad Pública, denominado Comité internacional para la ayuda a los soldados heridos, posteriormente conocido como el Comité de los Cinco, que llevó a la fundación de la Cruz Roja Internacional.

## La muerte y el recuerdo
Dufour, debido a sus variadas actividades, fue muy popular en vida y era considerado una de las personas más influyentes e importantes de Suiza. El punto más alto de Suiza, el monte Dufour de 4.634 metros, en el macizo de Monte Rosa en la frontera con Italia, lleva su nombre desde 1863. Otro indicio de la importancia excepcional de Dufour es el hecho de que después de su muerte, en julio de 1875, cerca de 60.000 personas de todas partes del país fueron a Ginebra para asistir al entierro en el prestigioso Cementerio de los Reyes. Incluso hoy en día, Dufour es una de las personalidades más sobresalientes en la historia de Suiza.
En el centro de la Place de Neuve, desde 1884, se encuentra la estatua ecuestre del General Guillaume-Henri Dufour, quien tenía sus oficinas en un edificio dentro de la Plaza. 